# Glenea sylvioides
Glenea sylvioides là một loài bọ cánh cứng trong họ Cerambycidae.